# 澳門電影
澳門電影雖然在華語電影業中只佔了一個很小的比例，但它仍在多個方面取得第一：
- 它是大中華地區最早（1893年）有電影放映設備和最早（1978年）[1]實行電影分級制度的地方；
- 最早（1896年）拍攝電影的地方（但不是華語電影）。

澳門的電影製作曾經沉寂過一段很長的時期，到1980年代才再度開始電影製作。現時澳門獨立電影製作開始興起，並在多個電影節中出現。

## 電影列表
- 《愛情與小腳趾（英语：Amor e Dedinhos de Pé）》（1990年）
- 《那年某章》（1991年）
- 《亞明的澳門》（1994年）
- 《大辮子的誘惑》（1995年）
- 《我們的昨日》（1996年）
- 《騎單車的人》（1997年）
- 《夜盜珍妃墓》
- 《一把火》（1999年）
- 《忘不了1999/12/20》（1999年）
- 《鐘意冇罪》（2002年）
- 《黃金屋》（2004年，澳門第一部真人真事改編的獨立電影）
- 《鎗前窗後》（2002年，澳門第一部所有演員及幕後工作人員全為澳門人的電影長片）
- 《濠情歲月》
- 《摩天快樂》（2004年）
- 《澳門.聖誕.2005》（澳門創作人協會的首部作品）
- 《對虛假之信賴 – 遊戲》（2006年）
- 《回到亞馬交》（2006年）
- 《夜了又破曉》（2007年）
- 《堂口故事》（2008年）
- 《屬於染色體紅的突變》（2008年）
- 《橫街窄巷》（2008年，澳門利民會（精神病復康者機構的首部獨立電影）
- 《350 米》（2008年）
- 《女移工》（2008年）
- 《99》（2006年）
- 《迷失存在》（2008年）
- 《澳．土》（2008年）
- 《面具》（2008年）
- 《意欲蔓延》（2009年）
- 《捉童》（2009年）
- 《澳門街》（2009年）
- 《良辰美景》（2009年）
- 《青洲坊拾壹街柒號》
- 《鎖匙》（2009年）
- 《蒼蠅人的左耳》（2009年）
- 《我》（2009年）
- 《Take It Easy》（2009年）
- 《豬。天空》（2009年）
- 《失》
- 《這裡是澳門》（2009年）
- 《奧戈》（2009年）
- 《壹塊錢》（2010年）
- 《信箱》（2011年）
- 《堂口故事2－愛情在城》（2011年，拍板視覺藝術團作品）
- 《在路上》（2011年，澳門獨立電影協會作品）
- 《痕跡 （页面存档备份，存于）》（2014年，澳門獨立電影協會作品）
- 《骨妹》（2016年）
- 《逆著風》（2016年）
- 《那一年，我17》（2017年）
- 《過雲雨》（2018年）
- 《愛比死更冷》（2018年）
- 《帝皇酒店》（2018年）
- 《熱唱吧！》 （2019年）
- 《INA》 （2019年）
- 《澳門之年 （页面存档备份，存于）》 （2019年）
- 《幻覺圍》 （2019年）
- 《情斷心弦》 （2019年）
- 《而是一人 Macao 2525 （页面存档备份，存于）》 （2021年）
- 《The Edge Of Human （页面存档备份，存于）》 （2022年）
- 《海鷗來過的房間》（2022年）
- 《Secret Of Atlantis （页面存档备份，存于）》 （2022年）
- 《Return To Earth （页面存档备份，存于）》 （2023年）
- 《追逐白雲的少女》 （2023年）
- 《零聲》（2024年）

## 在澳門拍攝之外地電影

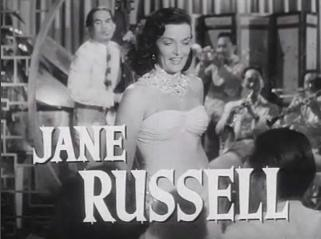
1952年的美國電影——Macao

由於澳門有很多西洋建築物，因此吸引不少外地電影業者來澳拍攝電影，其中最主要是香港電影。
以下為部份在澳門取景拍攝的電影：
- Macao（美國電影）
- 奪寶奇兵2：魔域奇兵（Indiana Jones and the Temple of Doom 美國電影）
- 鐵金剛大戰金槍客（James Bond 007 The Man with the Golden Gun 英國電影）
- 葡京大劫案（Come from China）
- 慾望之城（City Of Desire ）
- 賭城大亨之新哥傳奇（Casino Tycoon）
- 賭城大亨II之至尊無敵（Casino Tycoon II）
- B420（Before twenty，Before too old）
- 藍煙火（Marooned）
- 險角（Sharp Guns）
- 濠江風雲（Casino）
- 暗花（The Longest Nite）
- 情迷大話王（Everyday is Valentine）
- 伊莎貝拉（Isabella）
- 蝴蝶（Butterfly）
- 放逐（Exiled）
- 再見阿郎（Where a Good Man Goes）
- 游龍戲鳳（Look for a Star）
- 復仇（Vengeance 香港與法國合作電影）
- 撲克王（Poker King）
- 死亡遊戲（Game of Death）
- 全職殺手（Fulltime Killer）
- 古惑仔之人在江湖（Young and Dangerous）
- 古惑仔2之猛龍過江（Young and Dangerous 2）
- 新古惑仔之少年激鬥篇（Young and Dangerous: The Prequel）
- 友情歲月之山雞故事（Those Were the Days）
- 天若有情（A Moment of Romance）
- 十月初五的月光（Return of the Cuckoo）
- 盲探（Blind Detective）
- 激戰（Unbeatable）
- 出神入化2（Now you see me 2 美國電影)
- 尚氣與十環幫傳奇（Shang-Chi and the Legend of the Ten Rings）
- 別叫我“賭神”（One More Chance）

## 電影院
- 澳門大會堂
- 澳門旅遊塔劇院
- 永樂戲院
- 澳門文化中心
- 澳門銀河
- 戀愛·電影馆
- 英皇戲院（澳門葡京人）
- CGV Cinemas Macau
- 博納國際影城 （页面存档备份，存于） (澳門金銀島)